# Repce-árapasztó
De Repce-árapasztó is een aangelegde waterweg die loopt door de Hongaarse comitaten Vas en Győr-Moson-Sopron. De Repce-árapasztó begint als aftakking van de Rábca ter hoogte van Répcelak. Hij eindigt in de Rába ter hoogte van Pápoc, vlak bij de grotere plaats Beled. Deze rivier is tevens aangelegd om overtollig (regen)water uit de Rábca af te voeren.

## Verloop
De Répce-árapasztó begint in de buurt van Répcelak als afsplitsing van de Rábca. Vervolgens stroomt hij langs Répcelak zelf en kruist later het riviertje de Kőris-patak. De Kőris-patak wordt door middel van een onderleider onder de Répce-árapasztó geleid. Ongeveer 1,1 kilometer verder stroomafwaarts kruist hij de Kis-Rába, een ander riviertje, door middel van een soort aquaduct. Na de kruising van deze twee rivieren steekt de rivier tegelijkertijd de grens over tussen de comitaten Győr-Moson-Sopron en Vas. Kort hierna stroomt de rivier nog even verder door het vlakke landschap, maar begint al snel zijn monding in de Rába te bereiken. Vlak bij de monding bevindt zich een bruggetje, dat een verbindingsweggetje tussen Rábapaty, Marcaltő en Szany boven de Repce-árapasztó leidt. Kort nadat de Repce-árapasztó dit bruggetje heeft gepasseerd, mondt hij uit in de Rába.

## Flora en fauna
Ondanks het feit dat de Repce-árapasztó een sterk gekanaliseerd riviertje is, trekt het riviertje veel natuur aan. Dit komt mede doordat de rivier natuurvriendelijke oevers heeft. Hier groeien dan ook veel bloemen en planten. Verder leven er diverse vissoorten in de rivier zoals de karper, voorn en de brasem.